# Voo
Voo, stylisé VOO (/vuː/) est un fournisseur de solutions de communications et de services de divertissement, actif en Wallonie et à Bruxelles. VOO propose de l’Internet à haut débit (jusqu’à 1000 Mbps), des services de télévision numérique, de la téléphonie fixe et mobile. Son réseau HFC (câble et fibre optique) permet à VOO d'offrir ses services à des clients résidentiels et professionnels. 

## Historique
VOO offre à la clientèle située sur son territoire deux services suivant la zone de résidence : en zone modernisée, un service Quadruple play comprenant la téléphonie fixe, la téléphonie mobile, la télévision analogique et numérique et l’accès à Internet ; en zone non-modernisée, la téléphonie mobile et la télévision sans interactivité sont disponibles. VOO est liée à BeTV via la société mère Tecteo, qui en détient le contrôle directement à hauteur de 46,80 % ou indirectement à hauteur de 44,79 % via notamment Applications Câble Multimédia (A.C.M.) SA.
En juin 2009, un décodeur-enregistreur numérique est introduit, le « VOOcorder » et des chaînes en HD ont fait leur apparition ainsi que la vidéo à la demande. VOO est le premier cablo-opérateur à proposer la vidéo à la demande en 3D.
Le 5 décembre 2011, VOO lance un nouveau décodeur numérique nommé « VOObox ». Ce décodeur, uniquement disponible à l'achat, permet de regarder les chaînes en HD tout comme sur le VOOcorder à l’exception près que l’interactivité, la vidéo à la demande et la possibilité d'enregistrer un programme en direct ne sont pas présentes. Le 1er avril 2015, VOO cesse la commercialisation de ce produit.
En 2015, VOO lance son nouveau décodeur nommé « .évasion », censé remplacer à terme le VOOcorder. Celui-ci dispose d'un disque dur amovible, mais requiert une connexion internet (via Wi-Fi ou Ethernet) pour certaines fonctions. Dès octobre 2020, une mise à jour lui octroie l'accès au nouveau service de télévision interactive VOO TV+.
Mi-mai 2021, VOO est mise en vente pour un minimum de 1,2 milliard d'euros, Orange S.A. et Telenet étant intéressés par la reprise de l'entreprise.
En novembre 2021, Orange Belgium est choisi pour l'acquisition d'une participation de 75 % dans VOO pour 1,8 milliard d'euros. Un conseil d'administration d'Enodia s'est tenu le 14 décembre 2021 afin de valider la décision du conseil d'administration de Nethys. Par la suite, plusieurs mois seront nécessaires pour qu'Orange Belgique obtienne l'autorisation du conseil de la concurrence ainsi que de la Commission européenne, celle-ci doit annoncer sa décision prochainement.
Le 20 mars 2023, la Commission européenne approuve le rachat de VOO par Orange. La transaction et la cession de Nethys à Orange devrait être effective avant le deuxième trimestre 2023. À la suite de ce rachat, Orange autorisera la location de son futur réseau pour Telenet, qui n'est pas disponible en Wallonie.
Le rachat de VOO par Orange Belgium a été finalisé le 2 juin 2023.
Le 2 mai 2024, Nethys échange sa participation dans VOO contre des actions nouvellement émises d'Orange Belgium. En octobre 2024, Orange annonce que la marque VOO ne sera plus commercialisée d'ici septembre 2025.

## Activité

### Télévision
Les chaînes numériques (radio et télévision) sont chiffrées avec le système de contrôle d’accès MediaGuard 2 et distribuées sous le format DVB-C. L’abonnement numérique comprend des chaînes de base, des bouquets (VOOsport World, VOOsport, Bouquet Family Fun, Bouquet Discover more), l'offre de télévision à péage Be TV (6 chaînes), Catalogue SPICEE, Catalogue SHADOWZ, Catalogue BRUTX, ainsi que d'autres bouquets classés X et des chaînes à la demande.
En 2022, VOO met progressivement fin au signal analogique et passe au « nouveau signal » numérique. Celui-ci permet une meilleure stabilité et de libérer de la bande passante. Ce changement augmentera également l’offre des chaînes de la télédistribution : France 5 et ARTE deviennent deux chaînes à part entière et toutes les chaînes régionales sont maintenant disponibles.

### Téléphonie fixe
VOO est un opérateur triple play. À ce titre, il propose également une ligne fixe utilisant le réseau câblé en VOIP.

### Téléphonie et internet mobile
VOO s'est allié avec l'opérateur câble du nord du pays Telenet pour s’offrir la 4e licence de téléphonie mobile 3G.
Cette nouvelle société « Telenet Tecteo Bidco » appartient à 26 % à VOO et 74 % à Telenet,.
En avril 2013, la commercialisation de l'offre de téléphonie mobile n'ayant toujours pas eu lieu, l'IBPT met en demeure le groupement formé par Telenet et Tecteo (VOO) de fournir l'offre commerciale dans les six mois sous peine d'amende. Le 29 juillet 2013, Stéphane Moreau annonce via un tweet le lancement de VOOmobile. L'offre se compose de trois forfaits : toudoo, tatoo et toodata.
En avril 2014, le groupement Telenet Tecteo Bidco est contraint d'abandonner la licence 3G acquise, faute d'exploitation. L'acquisition de la licence en 2011 n'avait apparemment comme but que de conclure des contrats MVNO plus avantageux avec d'autres opérateurs.
Depuis l'officialisation du rachat de VOO le 5 juin 2023, le réseau mobile utilisé par les abonnés VOOmobile est le réseau Orange Belgique. La migration des cartes SIM doit être finalisée pour la fin de l'année 2023.

## Parts de marché
En date du 18 mars 2012, VOO annonce avoir dépassé Belgacom en nombre d'abonnés à la télévision numérique. Le nombre d'abonnés au service TV numérique est alors de 404 000 personnes. VOO déclare par ailleurs avoir installé 158 000 VOOcorders en 2011. Une augmentation due, d'après Stéphane Moreaux, à l'offre numérique proposée par VOO en matière de football. Le ratio d'utilisateurs TV analogique / TV numérique est alors de 49 % pour le numérique contre 51 % pour l'analogique. 322 000 foyers sont alors raccordés à l'internet de VOO, soit une progression de 70 000 abonnés par rapport à 2010 (+30 %), dû au lancement de l'offre haut débit à 50 Mbit/s. VOO rapporte disposer de 222 000 abonnés à son offre téléphonique, dont 71 000 sont rapportés comme ayant quitté Belgacom, le leader historique, en 2011. Au niveau de la vidéo à la demande, en 2010, 866 000 films avaient ainsi été commandés pour 1 535 000 en 2011.
En 2014, il y avait 870 000 abonnés à la télévision. En 2020, le nombre d'abonnés est descendu à 640 000 subissant une baisse de 26 %.

## Critiques
Les boutiques VOO refusent catégoriquement les paiements en liquide[réf. nécessaire], alors que tout commerçant est tenu par la loi belge d'accepter les pièces et billets comme moyen de paiement.
Le VOOcorder est notamment critiqué pour sa consommation en veille élevée. Il ne permet pas non plus de conserver les enregistrements en cas de problème, aucun backup n'étant possible.
Le service clientèle est parfois critiqué, notamment au niveau de la prise de rendez-vous pour un dépannage individuel. À l'instar de la majorité des opérateurs télécom en Belgique, la difficulté est que ces rendez-vous ne peuvent pas préciser la tranche horaire de façon plus fine qu'à l'échelle de la demi-journée.. En cas d'absence, des frais de déplacements peuvent être facturés d'un montant de 50 euros.[pertinence contestée]